# الوجه (تايلاند)
الوجه هو برنامج تلفزيوني واقعي تايلاندي لمسابقات عرض الأزياء تم بثه على القناة الثالثة في تايلاند. بدأت تجارب الأداء للبرنامج في 23 أغسطس 2014. كان مطلوبًا من المتسابقين الطموحين أن يكونوا بين سن 12 و27 عامًا، وأن يستوفوا الحد الأدنى من متطلبات الطول وهو 165 سم (5 قدم 5 بوصات). بدأ بث المسلسل على التلفزيون في 4 أكتوبر 2014.
في عام 2017، أطلقوا نسخة دولية للرجال باسم الوجه الرجال تايلاند.
في عام 2018، عرضوا لأول مرة الوجه تايلاند كل النجوم، حيث تنافس المتسابقون الخاسرون من 3 مواسم سابقة من الوجه تايلاند والوجه رجال تايلاند (الموسم 1) للحصول على فرصة ثانية للفوز باللقب. تم عرض الموسم لأول مرة في 10 فبراير 2018.

## المضيفون والمرشدون
| المرشدون الرئيسيون  | المواسم | المواسم | المواسم | المواسم | المواسم |  |
| المرشدون الرئيسيون  | 1       | 2       | 3       | 4       | 5       |  |
| ------------------- | ------- | ------- | ------- | ------- | ------- |  |
| آريا إندرا          |         |         |         |         | ✔       |  |
| مو أسافا            |         |         |         |         | ✔       |  |
| سابينا ميسينجر      |         |         |         |         | ✔       |  |
| المرشدون            | المواسم | المواسم | المواسم | المواسم | المواسم |  |
| المرشدون            | 1       | 2       | 3       | 4       | 5       |  |
| لوكادي ميتيني       | ✔       | ✔       | ✔       | ✔       |         |  |
| ليلى بونياساك       | ✔       |         |         | ✔       |         |  |
| ينغ راثا            | ✔       |         |         |         |         |  |
| بي نامثيب           |         | ✔       | ✔       | ✔       |         |  |
| كريس هوروانغ        |         | ✔       | ✔       | ✔       |         |  |
| مارشا فادهانابانيتش |         |         | ✔       |         |         |  |
| سونيا كولينغ        |         |         |         | ✔       |         |  |
| سريريتا جينسن       |         |         |         | ✔       |         |  |
| توني راكان          |         |         |         |         | ✔       |  |
| ماريا بونليرتلارب   |         |         |         |         | ✔       |  |
| جينا فيراهيا        |         |         |         |         | ✔       |  |
| بنك أنوسيث          |         |         |         |         | ✔       |  |
| المضيفون            | المواسم | المواسم | المواسم | المواسم | المواسم |  |
| المضيفون            | 1       | 2       | 3       | 4       | 5       |  |
| أوت أسدا            | ✔       |         |         |         |         |  |
| خون شانون           |         | ✔       | ✔       | ✔       |         |  |
| أنطوان بينتو        |         |         |         |         | ✔       |  |

  استقال
- استقالت مارشا فادهانابانيتش وتم استبدالها بكريس هوروانج في الحلقة 8.[9]
- استقالت بلي تشيرمارن في الحلقة 13.[10]

## المواسم
| المواسم | تاريخ العرض الأول | الفائز             | الوصيف                                    | المتسابقون الآخرون حسب ترتيب الإقصاء | عدد المتسابقين |
| ------- | ----------------- | ------------------ | ----------------------------------------- | --- | -------------- |
| 1       | 4 أكتوبر 2014     | سابينا ميسينجر     | بيني داسوم لين ميلا بومديت                | جيكسر أوبونراتسامي، بومبام روانجسيلبراسيرت، جيني أكراسايفايا، مي رينروكونج، بارك جيراجيتميتشاي، آن بورسيلد، هونج سيريمات، تارن كونبياوات، ماي ثاناميثبيا و كاريسا سبرينجيت وبيل سايبوبان، ساي فيسوتيبراني | 15             |
| 2       | 17 أكتوبر 2015    | تيشا تشوما         | غوانغ أورمسينوباكول جينا باتاراشوكتشاي    | لوكنام كرويثونغ, ناموان وونغتاناتات, جي فيسانفونغشانا, يونيو تونغسومريت, ناتو بونجكان, براو ناكسوان, تيا دورماز, جازي تشيوتر, لينلي ثونغكام، جوكو كلينتشان، كوكو سوبرورك، مابرانغ أرونتشوت                | 15             |
| 3       | 4 فبراير 2017     | غريس بونشومبايسارن | سكاي هورشلر فاه ساوانجكلا بلنجكوان تونجسن | بونجكي راككابان، ميتبلوي جينجوبجينغ، مايا جولدمان، بريم لودسانتيا، خاو كايوماني، بلوسوم رونجبتخرات، هانا تشانشيو، جولي أندرسون, توبتيم لابودومساكول، تيا تافيبانيتشبان، منت سمينيوم                       | 15             |